# Theydon Mount
Theydon Mount ist ein Dorf und civil parish im District Epping Forest in der Grafschaft Essex, England. Im Jahr 2001 hatte es eine Bevölkerung von 163.

## Weblinks

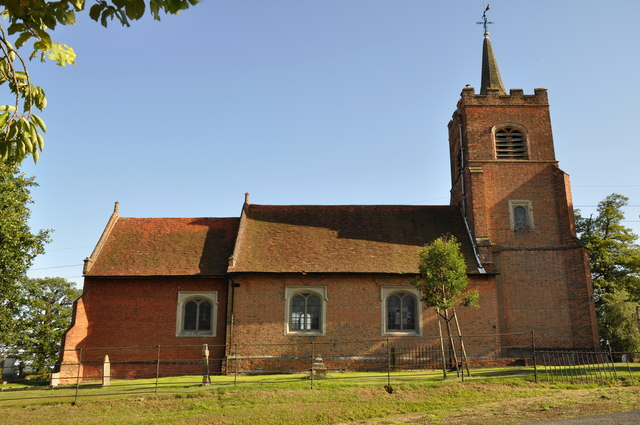
St Micheal's Church, Theydon Mount